# Cyan Kicks
Cyan Kicks — альтернативная рок-группа из Хельсинки, основанная в 2016 году. Группа объединяет в своей музыке тяжелый рок, поп и электронную музыку.
Группа принимала участие в конкурсе финского лейбла Ranka Kustannus в июне 2017 года, их первый трек «Feathers» был издан в июле 2017 года. Второй трек «Gasoline» был представлен в январе 2018 года, на национальной радиостанции YleX
В интервью для СМИ, одной из своих главных целей Cyan Kicks называли выход на международный уровень.
Своими ориентирами в творчестве группа называет американскую рок-группу PVRIS, британскую рок-группу Bring Me the Horizon и шотландскую группу Chvrches.
В августе 2019 года Cyan Kicks выпустили свой первый альбом «I Don’t Love You», получивший номинацию «лучший рок-альбом года» на финском гала-концерте Emma-gaala.
12 января 2022 года группа заявила об участии в национальном отборе UMK, за право представлять Финляндию на Евровидение 2022. 13 января состоялась премьера lyric-видео на песню «Hurricane», с которой команда планирует представлять страну на главном музыкальном конкурсе Европы. 26 февраля группа успешно выступила в финале, заняв 2 место и уступив The Rasmus, набрав 52 балла от жюри и 169 баллов зрителей.

## Состав группы
- Сюзанна Александра — вокал
- Ниила Перккио — гитара
- Лееви Эрккиля — бас-гитара, бэк-вокал
- Пьетари Рейонен — ударные

## Дискография

### Альбомы
- I Don’t Love You (2019)
- Not Your Kind - EP (2021)
- I Never Said 4ever (2023)

### Синглы
- Feathers (2017)
- Gasoline (2018)
- Rockabye (2018) - кавер на песню «Rockabye» британской группы Clean Bandit
- Satellite (2018)
- Tidal Wave (2019)
- Heart (2019)
- Mistake (2019)
- Let Me Down Slowly (2019) - кавер на песню "Let Me Down Slowly" американского исполнителя Alec Benjamin
- Wish You Well (2020)
- Beat Of My Heart (2020)
- The Flood (2020)
- In The Name Of Love (2021) - совместная работа с финской группой ARION
- Invincible (2021)
- Died Enough For You (2021) - кавер на песню "Died Enough For You" финской группы Blind Channel
- Hurricane (2022)
- See the Light (2022)
- Someone Like You (2022)
- Into You (2023)
- Addicted (2023)

### Клипы
- Feathers (2017)
- Gasoline (2018)
- Rockabye (2019)
- Satellite (2018)
- Tidal Wave (2019)
- Wish You Well (2020)
- Beat Of My Heart (2020)
- In The Name Of Love (2021) - совместная работа с финской группой ARION
- The Flood (2021)
- Invincible (2021)
- Hurricane (2022)
- Someone Like You (2022)

## Использование музыки в играх
- «Wreckfest» — трек «Gasoline»[9]